# Nati nel 1056
| Questa pagina contiene informazioni ricavate automaticamente dalle voci biografiche con l'ausilio del template Bio e di un bot. L'aggiornamento è periodico e automatico e ricostruisce completamente la pagina. Se manca una persona in questa lista, sei pregato di non aggiungerla, ma accertati piuttosto che la sua voce biografica contenga il template Bio e che i dati anagrafici siano correttamente compilati. Se il template Bio manca, inseriscilo tu stesso o, in alternativa, metti l'avviso {{tmp\|Bio}} che ne segnala la mancanza. Se i dati riportati sono sbagliati, correggi direttamente la voce biografica; le modifiche saranno visibili in questa lista entro pochi giorni. Per chiarimenti vedi il progetto biografie. La lista contiene solo le 7 persone che sono citate nell'enciclopedia e per le quali è stato implementato correttamente il template Bio. Pagina aggiornata al 13 gen 2025. |

- Al-Muqtadi, califfo († 1094)
- Baldovino II di Hainaut, nobile († 1098)
- Fujiwara no Kiyohira, militare giapponese († 1128)
- Ildeberto di Lavardin, arcivescovo cattolico e poeta francese († 1133)
- Hildegarda di Borgogna, nobile francese († 1104)
- Rodolfo Orlandi, politico italiano († 1102)
- Sæmundr Sigfússon, scrittore e presbitero islandese († 1133)